# Göran Arnberg
Lars Mikael Arnberg –detto Göran– (1º agosto 1957) è un ex calciatore svedese, di ruolo difensore.

## Carriera

### Club
Trascorse tutta la carriera in Svezia.

### Nazionale
Con la Nazionale svedese ha esordito nel 1981. Ha fatto anche parte della rosa svedese ai Giochi Olimpici del 1988, senza mai scendere in campo.